# Tharpyna
Tharpyna L. Koch, 1874 è un genere di ragni appartenente alla famiglia Thomisidae.

## Distribuzione
Le 12 specie note di questo genere sono state rinvenute in Australia (9 specie), India (2 specie) e Cina (1 specie): la specie dall'areale più vasto è la T. campestrata, rinvenuta in Australia occidentale e nel Queensland

## Tassonomia
Non sono stati esaminati esemplari di questo genere dal 1981.
A gennaio 2015, si compone di 12 specie:
1. Tharpyna albosignata L. Koch, 1876 — Queensland, Nuovo Galles del Sud
2. Tharpyna campestrata L. Koch, 1874 — Queensland, Australia occidentale
3. Tharpyna decorata Karsch, 1878 — Nuovo Galles del Sud
4. Tharpyna diademata L. Koch, 1874[2] — Australia, Isola Lord Howe
5. Tharpyna himachalensis Tikader & Biswas, 1979 — India
6. Tharpyna hirsuta L. Koch, 1875 — Australia
7. Tharpyna indica Tikader & Biswas, 1979 — India
8. Tharpyna munda L. Koch, 1875 — Australia, Nuova Zelanda
9. Tharpyna simpsoni Hickman, 1944 — Australia Meridionale
10. Tharpyna speciosa Rainbow, 1920 — Isola Lord Howe
11. Tharpyna varica Thorell, 1890 — Giava
12. Tharpyna venusta (L. Koch, 1874) — Nuovo Galles del Sud